# Basilio l'Ocell
Basilio l' Ocell (... – Proconnès, 961) è stato un funzionario bizantino, consigliere dell'imperatore bizantino Costantino VII Porfirogenito (912-959).
Aiutò il basileus Costantino VII a spodestare dal trono il reggente al trono Romano I Lecapeno (919-944), e fece in modo che nessuno dei suoi figli potesse reclamare il trono. Nel 959 Costantino VII morì, gli succedette al trono Romano II (959-963), Basilio cospirò contro di lui, ma fu scoperto, e imprigionato, fu poi esiliato a Proconnès, dove morirà poco dopo (961).